# النظام التربوي البروسي

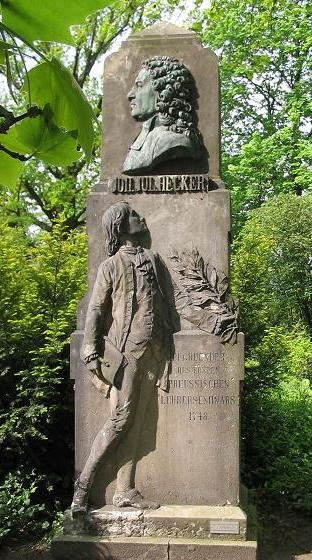
في برلين، يقوم نصب تذكاري يُخلِّد ذكرى يوهان يوليوس هيكر، الذي أسَّس أول معهدٍ للمعلمين البروسيين عام 1748. يتوسط التمثال النصفي لهيكر المشهد، جالسًا على عرشٍ مهيب. تحته يقف رمز المستقبل، يزدان بلباسٍ كلاسيكي

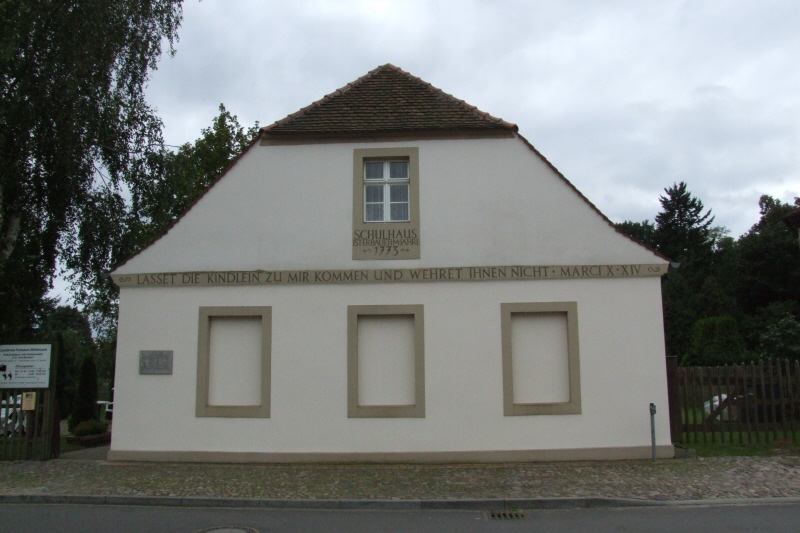
في ريكاهن، براندنبورغ آن دير هافيل، يفتتح متحف المدرسة أبوابه بكلمات مقتبسة من مرقس 10:14 عند مدخله، مستحضراً روح التعليم والرعاية. أُسِّس هذا الصرح على يد فريدريش إيبرهارد فون روخو عام 1773، ليكون مدرسةً سبَّاقة في بروسيا، حيث جمع بين جدرانه فصلين دراسيين، مختلفين في العمر، ضمن غرفة واحدة.

يشير نظام التربية والتعليم البروسي إلى منهجٍ علميٍّ تأسَّس في بروسيا إثر الإصلاحات التعليمية التي بزغت في أواخر القرن الثامن عشر وأوائل القرن التاسع عشر، وقد أثمر أثرًا بالغًا امتدَّ عبر الأزمان. نشأ هذا النظام بوصفه رؤيةً أساسية في أواخر القرن الثامن عشر، ثم اشتدَّ عوده وعظم تأثيره عقب هزيمة بروسيا في بدايات الحروب النابليونية. وألهمت تلك الإصلاحات أنظمةً مماثلة في أممٍ شتى.
لا يُستخدم هذا المصطلح بحدِّ ذاته في الأدب الألماني، حيث يُشار إلى ركائز النموذج التعليمي الهومبولتي بتسمية "الإصلاحات البروسية". ومع ذلك، فإنَّ المفهوم الجوهري قد أثار نقاشاتٍ وخلافاتٍ متعددة على مرِّ الزمن. ولا يزال إرث نظام التعليم البروسي حاضرًا، متجسِّدًا في أسس التعليم الابتدائي والثانوي في ألمانيا وغيرها من الدول في القرن الحادي والعشرين.

## أصل

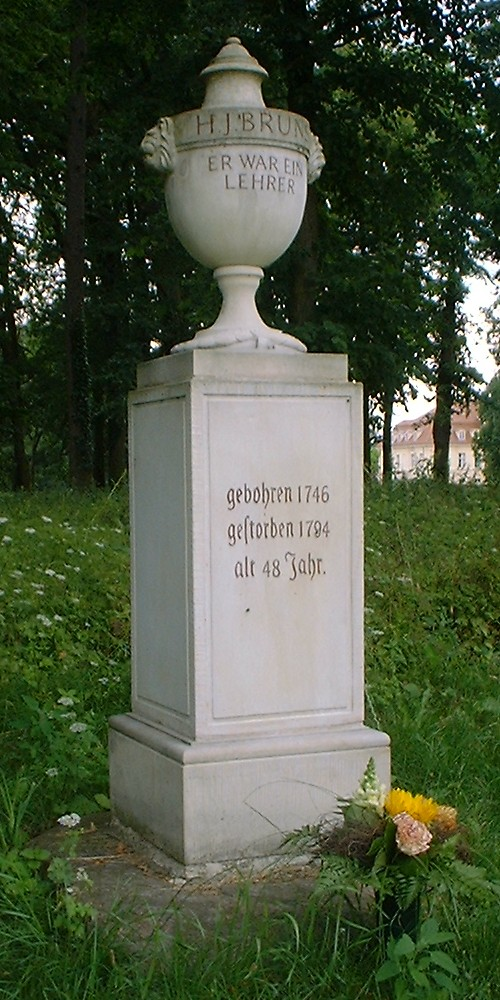
نصب برونز التذكاري في ريكاهن، "كان معلمًا"

وضعت الأسس الأولى لنظام التعليم الابتدائي البروسي على يد الملك فريدريك الكبير، حيث أصدر عام 1763 مرسوماً عُرف باسم "لوائح المدارس العامة"، وهو قانون صاغه يوهان يوليوس هيكر. كان هيكر قد أسَّس في عام 1748 أول معهدٍ لإعداد المعلِّمين في بروسيا، وقد قدَّم رؤية متكاملة لتعليم المعلمين، شملت تمكينهم من زراعة أشجار التوت لإنتاج الحرير المنزلي، وهو أحد المشاريع المحبَّبة لدى الملك فريدريك. لاقت هذه الفكرة استحسان الملك، مما أدى إلى توسيع النظام التعليمي القائم بشكل كبير، وأصبح التعليم إلزاميًا لكل الأطفال، ذكوراً وإناثاً، ممن تتراوح أعمارهم بين خمس سنوات إلى ثلاث عشرة أو أربع عشرة سنة، وكانت المدارس تُموَّل أساسًا من البلديات. كانت بروسيا من أوائل الدول في العالم التي اعتمدت نظامًا تعليمياً إلزامياً وممولاً عبر الضرائب العامة، في وقتٍ لم ينجح فيه تطبيق التعليم الإلزامي في فرنسا وبريطانيا حتى ثمانينيات القرن التاسع عشر.
تكوَّن النظام البروسي من مسار دراسي ابتدائي مدته ثماني سنوات، عُرف باسم فولكسشوله، وقدَّم تعليمًا أساسيًا يتماشى مع احتياجات العصر، مثل مهارات القراءة والكتابة وتعليم الموسيقى (الغناء) والدين المسيحي بالتعاون الوثيق مع الكنائس. وسعى النظام لترسيخ قيم الواجب والانضباط والتقشف في نفوس الطلبة. ولم تكن دراسة الرياضيات أو الحسبان إلزامية في البداية، بل كانت تتطلب دفع رسوم إضافية من أولياء الأمور. كما نظَّم فريدريك الكبير مراحل تعليمية متقدمة، شملت ريالشوله (المدارس الثانوية التقنية) الجمنازيوم وهي المرحلة العليا من التعليم الثانوي الممول من الدولة، وكانت تُعد الطلاب للالتحاق بالجامعات.
شهد نظام التعليم البروسي نهضةً قوامها التوفيق بين الدعم الحكومي والمبادرات الفردية، فكان لها من الأثر ما جعلها ركيزةً للنهضة الحضارية. ففي ريكاهن، براندنبورغ، أقام فريدريش إيبرهارد فون روخو، أحد أبناء النخبة المحلية وضابطًا سابقًا في سلاح الفرسان، مدرسةً نموذجية بالتعاون مع هاينريش يوليوس برونز، وهو معلمٌ قديرٌ رغم تواضع نشأته. حمل هذا الصرح رؤية جديدة لتعليم الريف، واستقطب بين عامي 1777 و1794 أكثر من ألف ومائتي زائر من علية القوم، مشيدين بروح الابتكار التي حملها.
ومع بداياته المتواضعة، خطا النظام البروسي خطواتٍ واسعة نحو الإلزامية، حيث فُرض على الجميع من البنين والبنات حضور المدارس التي اعتمدتها البلديات. وتميزت هذه المدارس بتوفير تدريب متخصص للمعلمين، واعتماد اختبارات وطنية موحدة لجميع الطلاب، وإقرار مناهج محددة لكل مرحلة عمرية، فضلاً عن إدخال رياض الأطفال ضمن منظومة التعليم الأساسية.
وقد تأسست أول معاهد إعداد المعلمين على يد يوهان يوليوس هيكر عام 1748، لكن تأثير هذه المؤسسات ازداد باضطراد حتى نهاية القرن الثامن عشر، لتبلغ أوجها مع فرض بروسيا عام 1810 اشتراط الحصول على شهادات رسمية من الدولة لمزاولة التعليم، مما عزز من مكانة المعلم ورفع مستوى العملية التعليمية.
وفي عام 1788، استُحدث امتحان أبيتور، الذي أصبح شرطًا أساسيًا للالتحاق بالمهن الرفيعة والمناصب العليا في الدولة. وبحلول عام 1812، كان الامتحان مطبقًا في جميع المدارس الثانوية البروسية، وفي عام 1871 امتد ليشمل كافة أنحاء ألمانيا. ولا يزال هذا الامتحان، الذي يمثل قمة النظام التعليمي، قائمًا في ألمانيا حتى يومنا هذا.
وبحلول ثلاثينيات القرن التاسع عشر، بلغ النظام التعليمي البروسي ذروة تطوره وتميزه، متسمًا بجملة من الخصائص الفريدة:
1. تعليم ابتدائي مجاني خاصةً للفقراء.
2. معلمون مهنيون مدربون في معاهد متخصصة.
3. رواتب أساسية للمعلمين واعتراف رسمي بمكانة التعليم كمهنة شريفة.
4. تمديد العام الدراسي لضمان مشاركة أبناء المزارعين.
5. تمويل حكومي لبناء المدارس وتطويرها.
6. إشراف وطني صارم على المستوى المدرسي والصفّي لضمان جودة التعليم.
7. مناهج تعليمية تعزز الهوية الوطنية وتدمج العلوم والتكنولوجيا.
8. تعليم علماني مع إدراج الدين كجزء من المناهج الدراسية.

وقد كانت الولايات الألمانية، في القرن التاسع عشر، قائدةً عالميًا في التعليم المرموق. أُتيح التعليم المجاني للبنين على نطاق واسع، بينما تطور نظام الجمنازيوم ليصبح ركيزة لإعداد النخب. أما الجامعات الألمانية، فقد شهدت نهضة كبرى، خاصة جامعة فريدريش فيلهلم، التي أسست مفهوم الجامعة البحثية بآفاق مهنية محددة للأساتذة.
ونظرًا لريادة هذا النظام، استلهمت دولٌ عديدة، مثل الولايات المتحدة، منهجها التعليمي من النموذج البروسي، الذي أثبت كفاءته وعمقه. أما تعليم الفتيات، فكان يُعهد به تقليديًا إلى الأمهات أو المربيات، غير أن النخبة بدأت تفضل المدارس الداخلية الكاثوليكية. ومع قوانين "كولتوركامبف" في سبعينيات القرن التاسع عشر، التي حدّت من نفوذ المدارس الكاثوليكية، ظهرت مدارس خاصة جديدة للفتيات، مما وسّع من آفاق تعليمهن.

## التواصل
سرعان ما حظي النظام التعليمي البروسي بإعجاب واسع النطاق، لما أظهره من كفاءة وقدرة على خفض معدلات الأمية، مما ألهم قادة التعليم في الولايات الألمانية الأخرى وعدد من الدول، بما في ذلك اليابان والولايات المتحدة .
لم يكن هذا النظام مجرد تجربة تعليمية أولية، بل كان جزءًا من رؤية شاملة مستوحاة من المبادئ التعليمية للأخوين ألكسندر وويلهلم فون هومبولت. سعت هذه الرؤية إلى تحقيق الحرية الأكاديمية وصياغة مواطنين يجمعون بين الفكر الكوزموبوليتاني والولاء الوطني منذ المراحل الأولى للتعليم. وقد استند هذا النظام إلى تقاليد الاحترام الألمانية العميقة لمفهوم "بيلدونغ"، الذي يمثل تطلع الفرد نحو تهذيب نفسه من الداخل.

### دوافع التقدم ومعوقاته
كان لتحسين التعليم في بروسيا منذ القرن الثامن عشر جذور قوية بين طبقات المجتمع المتوسطة والعليا، حيث قاد هذه الجهود نخبة المثقفين أو "بيلدونغزبورغرتوم". ومع ذلك، واجه هذا النظام مقاومة شديدة من جهات متعددة؛ إذ خشيت الطبقة الأرستقراطية الحاكمة أن يؤدي انتشار التعليم وزيادة الوعي بين الفلاحين والعمال إلى إشعال فتيل الاضطرابات، بينما فضَّلت الأسر الفقيرة إرسال أطفالها للعمل في الزراعة أو الصناعة في سن مبكرة عوضًا عن التحاقهم بالمدارس.

### التغلب على العقبات والإصلاحات الكبرى
تمكن أنصار التعليم من التغلب على هذه العقبات بفضل الضغوط الخارجية والإخفاقات الداخلية، خصوصًا بعد هزيمة بروسيا في المراحل الأولى من الحروب النابليونية. وفي أعقاب الهزيمة الكارثية أمام الجيش الفرنسي الثوري في معركة ينا–أويرستيدت عام 1806، برزت دعوات من القوميين الألمان والمصلحين لإجراء تحسينات جذرية في التعليم. وفي عام 1809، تولى ويلهلم فون هومبولت منصب وزير التعليم، حيث روَّج لفكرته حول تعليم شامل قائم على المثل النيوإنسانية، التي تهدف إلى تحقيق معرفة عامة واسعة، في إطار حرية أكاديمية كاملة، دون تمييز طبقي أو مهني أو مادي.
وكان "خطة مدارس كونيغسبيرغ" التي وضعها هومبولت واحدة من أولى الوثائق التي طرحت إصلاحًا شاملًا لنظام التعليم في بلد بأسره. لا تزال أفكار هومبولت تشكل الأساس الذي يستند إليه النظام التعليمي الألماني الحديث.

### النظام التعليمي في وجه التحديات الطبقية
على الرغم من أن النظام التعليمي البروسي وفَّر تعليمًا إلزاميًا وأساسيًا للجميع، إلا أن الرسوم الباهظة للالتحاق بمدارس الجمنازيوم أو الجامعات شكَّلت عائقًا كبيرًا أمام الطبقات الوسطى والدنيا. ورغم أن هذا النظام أتاح فرص التعليم للجميع، إلا أنه حافظ على فجوة بين الطبقات الاجتماعية المختلفة، مما جعل التعليم العالي مقتصرًا بشكل كبير على النخب.

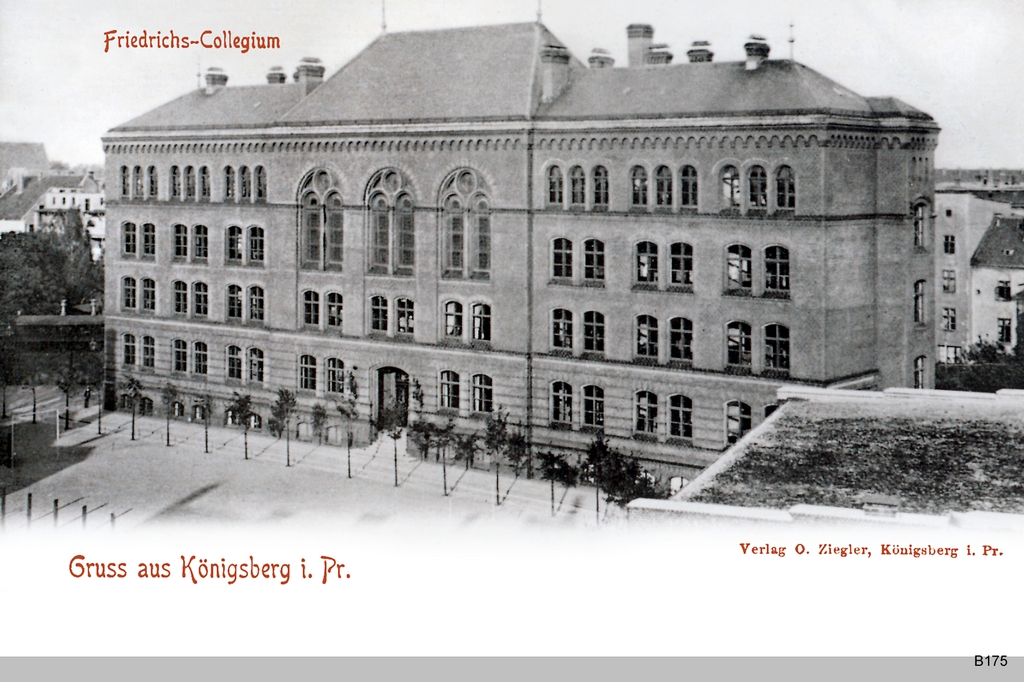
كلِّيجْيُوم فريدريكِيَانوم" في مدينة كونيجسبيرج البروسية (كالينجراد الروسية اليوم) كان إحدى المؤسسات التعليمية البارزة التي تجسد روح النظام التعليمي البروسي في سعيه نحو التميز الأكاديمي

### التفاعل مع الحركة الوطنية الألمانية

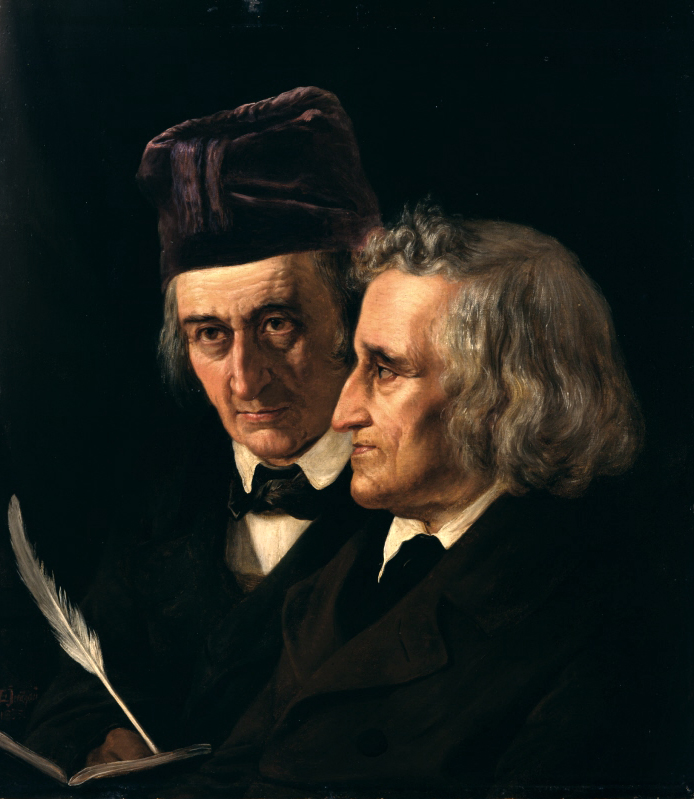
فيلهلم جريم (يسار) وجاكوب جريم (يمين) في لوحة تعود إلى عام 1855

في عام 1807 دعا يوهان جوتليب فيشته في خطاباته إلى الأمة الألمانية إلى شكل جديد من التعليم. في حين كانت التدريبات العسكرية البروسية في الأوقات السابقة تدور حول طاعة الأوامر دون أي مجال للمناورة، طالب فيشته بتشكيل شخصية الطلاب: "يجب أن يكون المواطنون قادرين وراغبين في استخدام عقولهم لتحقيق أهداف أعلى في إطار دولة قومية ألمانية موحدة في المستقبل". حاول فيشته وفلاسفة آخرون، مثل الأخوين جريم ، التحايل على مقاومة النبلاء لدولة قومية ألمانية مشتركة من خلال اقتراح مفهوم Kulturnation ، وهي قومية دون الحاجة إلى دولة ولكن على أساس لغة مشتركة، وتأليفات موسيقية وأغاني، وحكايات خرافية وأساطير مشتركة وأخلاقيات مشتركة وشريعة تعليمية .
كان للنظام التعليمي البروسي صدى عميق في تشكيل الهوية القومية الألمانية، حيث دعا يوهان غوتليب فيخته في عام 1807، عبر خطبه الشهيرة للأمة الألمانية، إلى نهج جديد في التعليم. لم يكن هدفه مجرد إطاعة الأوامر كما كان الحال في التدريبات العسكرية السابقة، بل غرس في الطلبة القدرة على تشكيل شخصياتهم لتحقيق أهداف سامية ضمن إطار دولة ألمانية موحدة. وقال فيخته: "يجب أن يصبح المواطنون قادرين على استخدام عقولهم لتحقيق غاياتٍ أسمى تخدم الأمة."
وفي هذا السياق، سعى الإخوة غريم إلى تجاوز مقاومة النبلاء لفكرة الدولة القومية من خلال طرح مفهوم "الأمة الثقافية"، التي تستند إلى وحدة اللغة والأدب والموسيقى والأساطير الشعبية، بدلاً من بناء الأمة على أساس سياسي بحت.
كما أسهم فريدريش لودفيغ يان، الملقب بـ"أب الجمباز"، في إحداث ثورة في التعليم البدني، حيث أدخل الرياضة ضمن المناهج الدراسية وسعى لتعزيز الروح القومية من خلالها. ورغم حظر حركته لفترة طويلة بسبب أفكاره السياسية المثيرة للجدل، إلا أنه نجح لاحقاً في جعل التربية البدنية جزءًا أصيلًا من الثقافة الشعبية والتعليم الرسمي.
بحلول عام 1870، بدأ النظام التعليمي البروسي في تعزيز اللغة الألمانية الفصحى كلغة رسمية، على حساب اللغات المحلية للأقليات مثل البولنديين والدنماركيين. وقد قُوِّضت جهود إنشاء مدارس ثنائية اللغة، حيث ارتبطت تلك المدارس بمعدلات أمية مرتفعة في شرق بروسيا.

### التفاعل مع الدين
كان للدين دور جوهري في صياغة معالم التعليم البروسي، إذ برزت حركة التقوى البروتستانتية (البييتية) كتيار إصلاحي يسعى لتجديد الروحانية وإصلاح المجتمع. عقدت هذه الحركة تحالفًا مع ملوك بروسيا، الذين كانوا كالفينيين بين أغلبية لوثرية، سعياً لتقويض نفوذ الكنيسة اللوثرية الرسمية التي كانت متحالفة مع النبلاء.
ركزت البييتية على "الروحانية الداخلية"، مشددة على أهمية قراءة الكتاب المقدس كوسيلة لإصلاح الذات. وقد انعكس هذا الفكر في تعزيز القراءة والكتابة كمحورين أساسيين في التعليم، بينما دعا المصلحون الكالفينيون من سويسرا وإنجلترا إلى نهج تعليمي أكثر نفعية وعمليّة.
في القرن الثامن عشر، تبنّت بروسيا سياسة مركزية للتعليم، حيث كان كارل أبراهام فرايهر فون زيتلتز من أبرز الوزراء الذين سعوا إلى إدخال نظام تعليمي موحد تديره الدولة. وقد مثَّل قانون الأراضي العام لعام 1794 خطوة مفصلية نحو تحقيق هذه الرؤية، مع الحفاظ على دور الكنائس في التعليم، بما في ذلك تقديم دروس دينية كمادة أساسية.

### الدور السياسي والثقافي للمعلمين
كان للمعلمين في النظام البروسي دور حيوي في النهوض بالمجتمع، رغم بداياتهم المتواضعة كجنود سابقين أو أفراد بلا تعليم رسمي. على مدار القرن الثامن عشر والتاسع عشر، تحولت هذه الفئة إلى طبقة مؤثرة تطالب بتحسين ظروف العمل، وزيادة التدريب الأكاديمي، والاعتراف بدورها كمحرك للتقدم.
شهدت الثورات، مثل ثورات عام 1848 في الولايات الألمانية واحتجاجات عام 1968، مشاركة قوية من جانب المعلمين والمثقفين، مما أكد عمق ارتباطهم بحركات الإصلاح والتغيير. ومع ذلك، لم يسلم المعلمون من السخرية الأدبية؛ حيث صُوِّروا في بعض الأعمال كأسياد متسلطين أو كضحايا للظروف الصعبة، مثل قصيدة "المعلم القروي المسكين" التي كتبها صامويل فريدريش ساوتر.
رغم كل هذه التحديات، ظل النظام المدرسي البروسـي موضع احترام، حيث اعتُبر التعليم المدرسي ضرورة لا غنى عنها، بينما قوبلت فكرة التعليم المنزلي بازدراء واسع النطاق. ومن أبرز الأعمال الأدبية التي سلطت الضوء على هذه القضية، رواية "دي فويرتسانغنبوله" التي كتبها هاينريش سبورل، حيث تناولت الرواية بسخرية فكرة أن التعليم المدرسي هو السبيل الأمثل لبناء شخصية الفرد.
انخرط العديد من قادة الحركة الوطنية الألمانية في إصلاح التعليم. على سبيل المثال، كان فريدريش لودفيج جان (1778-1852)، الملقب بـ Turnvater ، والد الجمباز الألماني وزعيمًا لأخوة الطلاب وقوميًا ولكنه فشل في جهوده القومية؛ بين عامي 1820 و1842، تم حظر حركة الجمباز التي أسسها جان بسبب سياساته النازية الأولية. وفي وقت لاحق، نجح جان وآخرون في دمج التربية البدنية والرياضة في المناهج البروسية والألمانية بشكل عام والثقافة الشعبية. 
وبفضل الرعاية الملكية، حلت التقوى محل الكنيسة اللوثرية باعتبارها الدين الفعلي للدولة بحلول ستينيات القرن الثامن عشر. وشدد اللاهوت التقوى على الحاجة إلى "الروحانية الداخلية" ( Innerlichkeit [innerlichkeit] ، والتي يمكن العثور عليها من خلال قراءة الكتاب المقدس. وبالتالي، ساعد المتدينون في صياغة مبادئ نظام المدارس العامة الحديثة، بما في ذلك التركيز على محو الأمية، في حين طالب المصلحون التعليميون الأكثر اعتمادًا على الكالفينية (الإنجليز والسويسريون) بمناهج ذات توجه خارجي ونفعية، وكانوا ينتقدون المثالية التي تبحث في الروح داخليًا.
وبالمقارنة، واجهت أنظمة التعليم الفرنسية والنمساوية انتكاسات كبيرة بسبب الصراعات المستمرة مع الكنيسة الكاثوليكية ودورها التعليمي. تأخر إدخال التعليم الإلزامي في فرنسا حتى ثمانينيات القرن التاسع عشر.

### الدور السياسي والثقافي للمعلم
حاولت أجيال من المعلمين البروسيين والألمان أيضًا، الذين لم يتلقوا في القرن الثامن عشر أي تعليم رسمي وكانوا في البداية في الغالب ضباط صف سابقين غير مدربين، الحصول على المزيد من الاعتراف الأكاديمي والتدريب والأجور الأفضل، ولعبوا دورًا مهمًا في مختلف حركات الاحتجاج والإصلاح طوال القرن التاسع عشر وحتى القرن العشرين. وعلى وجه التحديد، شهدت ثورات عام 1848 في الولايات الألمانية واحتجاجات عام 1968 مشاركة قوية من جانب المعلمين (المستقبليين). هناك تقليد طويل من المحاكاة الساخرة والاستهزاء، حيث كان يتم تصوير المعلمين بطريقة مزدوجة الوجه إما باعتبارهم أساتذة تدريب استبداديين أو من ناحية أخرى بائسين يعانون من الكراهية المستمرة للتلاميذ الذين يمارسون المقالب والآباء المهملين والسلطات المحلية الحاقدة.

## الانتشار إلى بلدان أخرى
تأسست أنظمة التعليم الجماهيري الموجهة للدولة في القرن التاسع عشر في بقية أنحاء أوروبا. لقد أصبحوا جزءًا لا غنى عنه من الدول القومية الحديثة.[بحاجة لمصدر] تم إضفاء الطابع المؤسسي على التعليم العام على نطاق واسع في جميع أنحاء العالم، ويرتبط تطوره ارتباطًا وثيقًا ببناء الأمة، والذي حدث في كثير من الأحيان بالتوازي. لقد تم وضع مثل هذه الأنظمة عندما لم تكن فكرة التعليم الجماهيري قد أصبحت أمراً مسلماً به بعد.
في القرن التاسع عشر، شهدت الأمم نهضةً في نظم التعليم، حيث أُقامت أنظمة التعليم الجماعية الموجهة من الدولة، فغدت عمدةً تُشاد عليها أركان الدول الحديثة. كان لهذه الأنظمة شأنٌ عظيم في ترسيخ الهوية القومية وتوطيد أواصر الدولة، إذ اتسقت مع مشاريع البناء القومي التي سارت جنبًا إلى جنب مع تطوير المؤسسات والكيانات الاجتماعية. آنذاك، لم تكن فكرة التعليم الجماهيري شائعة أو مفروغًا منها، بل كانت رؤية ثاقبة لجيلٍ أدرك أن المعرفة مفتاح النهضة وسر القوة.

### شواهد وأمثلة
النمسا: برزت النمسا، في ظل حكم الإمبراطورة ماريا تيريزا عام 1774، كنموذجٍ تبنَّى الأساليب البروسية في التعليم، لتعزيز قبضتها على البلاد وتوطيد أركان حكمها. وقد لعب تطبيق التعليم الابتدائي الإلزامي، المستوحى من النموذج البروسي، دورًا مفصليًا في صياغة ملامح الدولة الحديثة وإرساء دعائمها.
أوروبا ما بعد الثورة الفرنسية: مع انتشار الإصلاحات التعليمية البروسية، خاصةً بعد الثورة الفرنسية، أضحت هذه المبادئ التعليمية قوةً تسري في جسد أوروبا. وكانت الهزيمة التي منيت بها بروسيا في معركة عام 1806 دافعًا لإصلاح شامل. ومع صعود بروسيا بعد مؤتمر فيينا، انتقلت هذه الإصلاحات إلى بقاع جديدة، لتكون قاطرةً لترسيخ الهويات القومية. ولعل رواية "مذكرات طالب متواضع" لألكسندر سبورل أبرزت بأسلوب ساخر تأثير هذه الأنظمة في مقاطعة الراين البروسية.
الإمبراطورية الروسية وأوروبا الشمالية: على الرغم من التحفظ الشديد الذي أبدته الإمبراطورية الروسية تجاه التعليم العام، فقد نجحت الطبقات الحاكمة الألمانية في إستونيا ولاتفيا في تطبيق النظام التعليمي البروسي تحت مظلة الحكم الروسي. وفي النرويج والسويد، اعتمدت الحكومات مبادئ التعليم البروسي، لكنها وسَّعت نطاق التعليم الثانوي ليشمل الفلاحين والعمال، في خطوة لم يشهدها النظام البروسي ذاته. أما فنلندا، فقد كانت التربية جزءًا أصيلًا من الحركة القومية، حيث ارتبط التعليم بملحمة "كاليفالا" الوطنية التي أصبحت رمزًا للهوية الثقافية، مما مهد الطريق لترسيخ اللغة الفنلندية وإقرارها لغةً رسمية في عام 1892.
فرنسا والمملكة المتحدة: تعثرت فرنسا وبريطانيا في تطبيق التعليم الإلزامي حتى ثمانينيات القرن التاسع عشر. ففي فرنسا، حال النزاع بين الدولة العلمانية المتطرفة والكنيسة الكاثوليكية دون تقدم التعليم. أما في اسكتلندا، فقد استُبدلت المدارس المحلية التابعة للكنيسة بنظام تعليمي تديره الدولة في عام 1872. وفي إنجلترا وويلز، خُطت خطوات متدرجة بدأت بتمويل المدارس عام 1833، حتى استقر الأمر على جعل التعليم الابتدائي المجاني والإلزامي متاحًا للجميع بحلول عام 1891.

### الولايات المتحدة
اتجهت أنظار المربين الأمريكيين في مطلع القرن التاسع عشر نحو النموذج الألماني، متأثرين بما رآه جون غريسوم في تقريره عن التعليم البروسي عام 1818. وساهمت كتابات الفيلسوف الفرنسي فيكتور كوزين، التي تناولت التعليم في بروسيا، في تأصيل هذه الأفكار. كما استلهم دستور ميشيغان لعام 1835 هذا النموذج، حيث أرسى نظامًا يشمل التعليم الابتدائي والثانوي والجامعي، مدعومًا بضرائب الدولة.
كان هوراس مان أبرز الداعمين لهذا النهج، حيث قام بزيارة إلى ألمانيا في عام 1843، ثم عاد ليطبق ما رآه في ماساتشوستس، مناصرًا حركة المدارس العامة. وأقنع زملاءه في حزب الويغ بتمرير تشريعات تجعل التعليم الابتدائي الممول من الضرائب أساسًا في ولاياتهم، وسرعان ما تبنت الولايات الشمالية نظامًا مشابهًا.

## استلهام السياسات وتلاقحها
إن المفهوم الأساسي لنظام تعليمي جماهيري موجه من قبل الدولة ومدار من قبلها لا يزال غير مقبول في العالم الناطق باللغة الإنجليزية، حيث يواجه دور الدولة بحد ذاتها أو دور سيطرة الدولة على وجه التحديد في التعليم قدرًا كبيرًا من الشكوك (على التوالي مرة أخرى). لقد كانت عملية "اقتراض السياسات" الفعلية بين الأنظمة التعليمية المختلفة معقدة ومتباينة إلى حد ما.  وكان مان نفسه قد أكد في عام 1844 أن الولايات المتحدة يجب أن تقلد الجوانب الإيجابية للنظام البروسي ولكن لا يجب أن تتبنى طاعة بروسيا للسلطات. أحد الاختلافات المهمة هو أنه في التقليد الألماني، هناك إشارة أقوى إلى الدولة كمبدأ مهم، كما تم تقديمه على سبيل المثال من خلال فلسفة هيجل للدولة ، والتي تتعارض مع فكرة الدولة القائمة على العقد الأنجلو أمريكي.
لقد ظلَّت فكرة التعليم الجماهيري المُدار بيد الدولة، في بلاد الناطقين بالإنجليزية، مثار جدلٍ طويل وأحاديث مُشكِّكة، حيث وقفت الفكرة نفسها على محك الاختبار، بين من يشكُّ في دور الدولة ومن يهاب تغلغلها في شؤون التعليم. ومع ذلك، فإن التلاقح بين السياسات التعليمية في الأمم المختلفة كان من أكثر الممارسات تعقيدًا وتشابكًا، فما كان اقتباسًا ساذجًا، بل تلاقح رؤى وتجارب. وقد جاء هوراس مان في عام 1844، ناصحًا قومه أن يأخذوا من بروسيا محاسن نظامها التعليمي، ويحذروا من الوقوع في شَرَك الخضوع المفرط للسلطات.
وإنما الفارق الأكبر كان في الفلسفة التي تقوم عليها الدولة، حيث اعتمدت بروسيا، على نهج هيغل، في تمجيد الدولة وجعلها المحور الجامع لكل شؤون المجتمع، على النقيض من الفكر الأنجلو-أمريكي الذي قيد الدولة بحدود العقد الاجتماعي، فجعل السيادة أولًا وأخيرًا لحريات الأفراد.

### الإصلاح العسكري وإلغاء القنانة
شهدت بروسيا في مطلع القرن التاسع عشر انقلابًا على نظمها القديمة، إذ ألغت القنانة عام 1807، وابتدعت أساليب جديدة في ميادين الحرب، استبدلت فيها التشكيلات الصارمة بمناهج قوامها المبادرة الفردية والمرونة التكتيكية. وكان لهذه الإصلاحات أثر عظيم، إذ أثْرت الروح العسكرية بعناصر الحرية الفكرية والوعي، حتى باتت المعرفة في كل رُتبة سلاحًا مكملًا للقوة. ومن يومها جرى على ألسن الناس القول: "لقد انتصر معلم المدرسة الابتدائية البروسي في معارك كونيغغريتز وسيدان."

### إرث النظام التعليمي بعد سقوط الملكية
وبعد أن أفل نجم الملكية وتحولت بروسيا إلى جمهورية عام 1918، تولى الاشتراكي كونراد هاينيش وزارة التعليم، فشنَّ هجومًا لاذعًا على ما أسماه بـ"شياطين الخضوع المُتآكل والكذب والريبة"، التي ورثها التعليم الثانوي. لكنه فشل في فرض نظام "إينهايتزشوله"، المدرسة الموحدة التي حلم بها الإصلاحيون الراديكاليون، حيث استمر النظام التعليمي الثلاثي التقليدي.
وجاءت تسوية فايمار التعليمية عام 1919 لتثبت ذلك النظام، محافظةً على تأثير الكنيسة في التعليم، فأبقت التعليم الديني ضمن المناهج، مما خيَّب آمال اليسار الإصلاحي. ومع ذلك، لم يخلُ الأمر من محاولات استلهام التجارب، إذ قدَّم خبراء التعليم البروسي دراسات حول النظم الأمريكية، ومنها دراسات إريك هيلا التي حملت عنوان "مدرسة الديمقراطية".

### عهد النازية وهيمنة الأيديولوجيا
مع مجيء النظام النازي إلى الحكم عام 1933، فرضت سياسات "غلايش-شالتونغ" التي نزعت من الولايات حقوقها، وقوَّضت سلطة الكنيسة، فحُوِّل النظام التعليمي إلى أداة لخدمة الأيديولوجيا النازية. كان ذلك النظام يُرسِّخ روح الطاعة العمياء، ويغرس في الأجيال أفكارًا مسمومة قائمة على العداء والتفرقة، مع تركيز على التدريب العسكري المبكر والتمهيد للحرب.

### إرث النظام البروسي بعد عام 1945

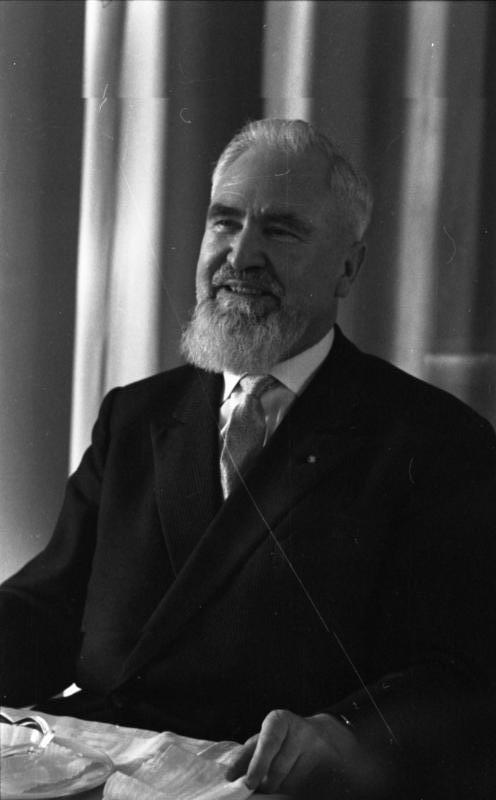
ألويس هوندهامر ، المدافع البافاري عن التراث التعليمي لبروسيا، تم تصويره في عام 1963

بعد عام 1945، أرست التسوية التعليمية في فايمار مرة أخرى النغمة اللازمة لإعادة بناء النظام التعليمي الخاص بالدولة كما هو منصوص عليه في النموذج البروسي. في عام 1946 فشلت قوات الاحتلال الأمريكية بشكل كامل في محاولتها لإنشاء نظام تعليمي شامل وعلماني في منطقة الاحتلال الأمريكية. وقد أيد هذا النهج المفوض السامي جون جيه ماكلوي ، وكان يقوده المصلح التعليمي التقدمي رفيع المستوى ريتشارد توماس ألكسندر ، لكنه واجه مقاومة ألمانية عنيدة. 
حين هدأت عواصف الحرب الكبرى الثانية، وانقشع غبارها عن أرضٍ مثخنةٍ بالجراح، أطلَّ النظام التعليمي البروسي كالنجم الذي لا تخبو أنواره، يعيد رسم ملامحه تحت راية تسوية فايمار التعليمية، التي استمدت من صلابة الماضي عزمًا لتشييد المستقبل. وفي عام 1946، حاولت قوى الاحتلال الأمريكية أن تصبغ التعليم بصبغةٍ شاملة وعلمانية، تسعى إلى توحيد النظام المدرسي وفق رؤية جديدة. إلا أن هذه المحاولة، رغم ما بذل لها من جهد وعتاد، اصطدمت بمقاومة ألمانية شرسة، كأنها الصخور التي تحطمت عليها أمواج البحار العاتية.
وكان ريتشارد توماس ألكسندر، المصلح التعليمي، يقود هذه الجهود مدعومًا بالمفوض السامي جون ج. ماكلوي، لكنهم وجدوا في ألويس هوندهامر سدًا منيعًا، لا تلين عزيمته ولا تخمد جذوته. هوندهامر، الذي نشأ في أحضان الملكية البافارية، وحمل لواء الكاثوليكية، كان خصمًا لدودًا لكل ما رآه تقويضًا للتقاليد البروسية. فانطلق يخطب في الناس عبر أثير الإذاعة، يقرع أسماعهم بصوتٍ كالرعد، محذرًا من خطر العلمانية ومتوعدًا كل من يمس جوهر التعليم. وبخطواتٍ حثيثة، استدعى دعم الكنيسة، فاستنجد بـمايكل فون فولهابر، رئيس أساقفة ميونيخ، الذي مدَّ خيوط الاتصال إلى الكاردينال فرانسيس ج. سبيلمان في نيويورك. وما هي إلا سنوات قلائل حتى انهارت تلك المحاولات، وعاد النظام إلى سابق عهده بحلول عام 1948.

### الجدل الدائم حول الإرث البروسي
لا يزال النظام التعليمي البروسي، بنهجه الثلاثي، موضع سجالٍ مستعر. فهناك من يراه عمودًا من أعمدة الحكمة والقوة، وآخرون يصفونه بسيفٍ مسلولٍ يقسم المجتمع طبقاتٍ، كأنما جُعل للفقراء سقفًا وللأغنياء سماءً مفتوحة. وإن كانت ألمانيا قد حافظت على استقلال ولاياتها التعليمية تحت مظلة كولتورهوهيت، إلا أن هذا النظام يظل علامةً على الفكر البروسـي الذي صمد عبر العصور.

### نهج هومبولت: منارة العلم والقيم
إن نهج هومبولت، الذي أرسى دعائم التعليم البروسـي، لا يزال راسخًا كالجبل، لا تزعزعه ريح ولا تعصف به الأحداث. فقد استقى هذا النهج من ينابيع الحكمة، جامعًا بين المعرفة العامة والتخصصية، ليمنح الإنسان قوة الفكر وسمو الروح. وها هي الجامعات الألمانية، بما تقدمه من تعليمٍ مجاني أو شبه مجاني، تظل وفيةً لهذا الإرث، محافظةً على جذوة "ألغماين بيلدونغ" التي أضاءت دروب العلم والفكر.

### تحديات الحاضر ونقاشاتها
وفي الحاضر، تفجرت السجالات حول النظام التعليمي بفعل نتائج دراسات بيسا، التي سلطت الضوء على كفاءة التعليم وأثارت جدلًا لا يهدأ. فمنهم من رأى فيها تطويعًا للعلم لخدمة الاقتصاد، ومنهم من تمسك بروح هومبولت، التي تجعل من التعليم وسيلةً لرفع الإنسان فوق حدود المصلحة المادية، جامعًا بين نفع الدنيا وشرف الفكر.